# Dąbrówka (Radomsko)
Pour les articles homonymes, voir Dąbrówka.
Dąbrówka (prononciation [dɔmˈbrufka]) est un village de la gmina de Radomsko, du powiat de Radomsko, dans la voïvodie de Łódź, situé dans le centre de la Pologne.
Il se situe à environ 6 kilomètres (km) au sud-ouest de Radomsko (siège de la gmina et du powiat) et 84 kilomètres au sud de la capitale régionale Łódź (capitale de la voïvodie).
Sa population s'élève approximativement à 100 habitants.

## Administration
De 1975 à 1998, le village était attaché administrativement à l'ancienne voïvodie de Piotrków.

Depuis 1999, il fait partie de la nouvelle voïvodie de Łódź.